# Вермильо
Верми́льо (итал. Vermiglio) — коммуна в Италии, расположена в автономной области Трентино-Альто-Адидже, подчиняется административному центру Тренто.
Население коммуны, на 01.01.2025 года, составляет 1773 человека, плотность населения — 18,69 чел./км². Коммуна занимает площадь 94,86 км². 
Почтовый индекс — 38029. Телефонный код — 0463.
Покровителем коммуны почитается святой первомученик Стефан, день его памяти ежегодно отмечается 26 декабря.

## Климат
Согласно климатической классификации итальянских муниципалитетов, Вермильо входит в климатическую зону F, количество градусо-дней составляет 4358.

## Демография
Динамика населения: